# Sépala

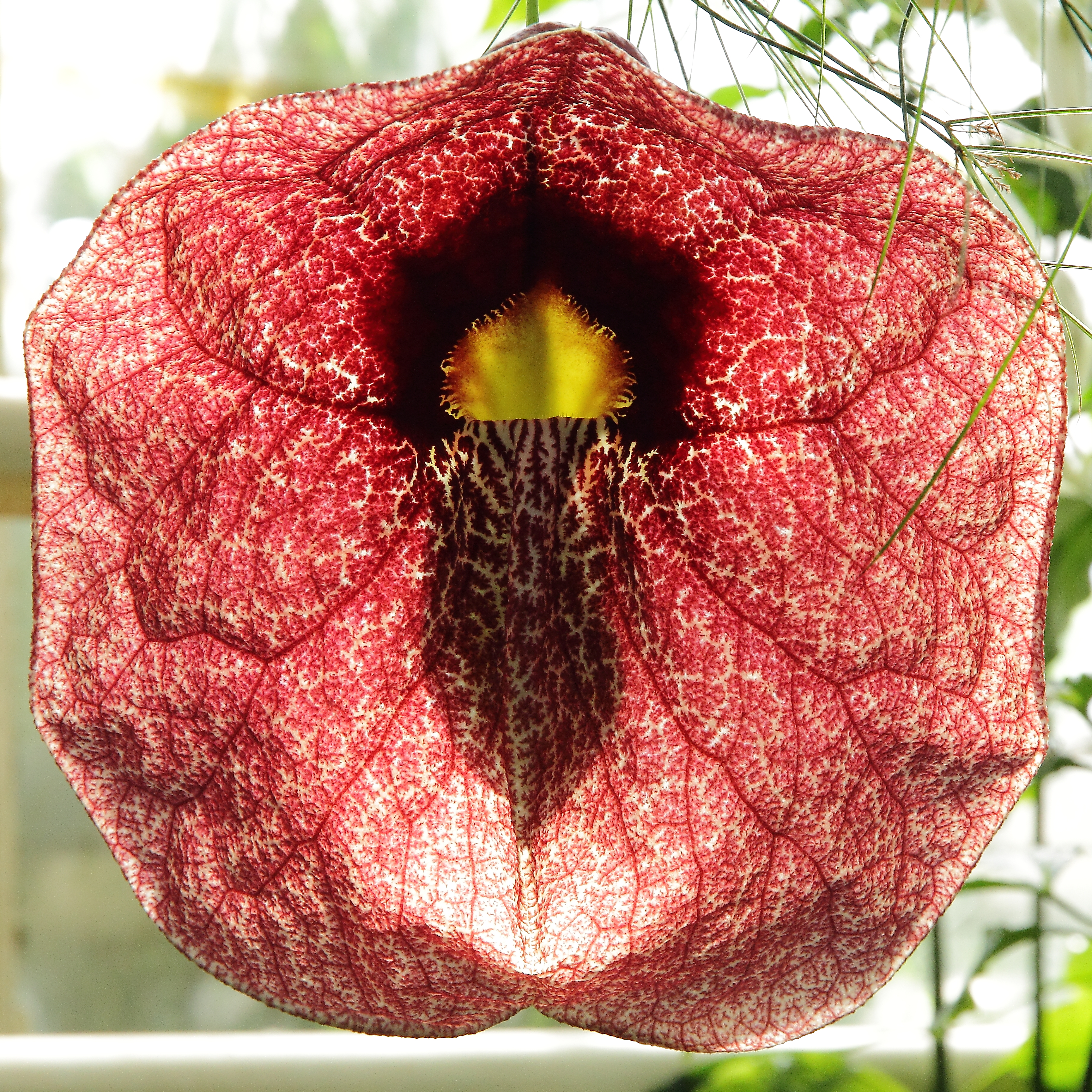
Exemplo de extremo desenvolvimento das sépalas, a flor de Aristolochia gigantea, ou papo-de-peru, é formada basicamente por um cálice super desenvolvido. As pétalas são minúsculas.

Sépalas são peças legais da flor, situando-se no verticilo mais externo desta. São estruturas foliáceas, normalmente menores e mais consistentes do que as pétalas, e na maior parte dos casos têm a função primordial de proteger o botão floral, fechando-se sobre este antes da antese. O conjunto de sépalas de uma flor é conhecido como cálice.
As sépalas são usualmente esverdeadas, mas, como quase todas as partes de uma planta, assumem uma incrível variedade de formas e funções, de acordo com cada espécie.

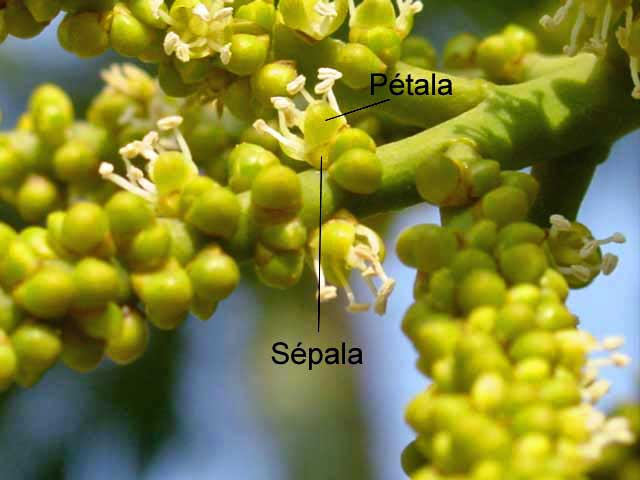
Detalhe das pequenas flores da palmeira Dypsis lutescens, conhecida como areca-bambu, destacando a posição externa da sépala.

Na família Malpighiaceae, por exemplo, a face dorsal das sépalas apresentam glândulas de óleo, que é recolhido por abelhas enquanto estas, acidentalmente, polinizam a flor. Em algumas Euphorbiaceae, as flores não possuem pétalas, e cabe às sépalas assumir a função de atrair polinizadores. Adaptações extremas com esse fim também podem ser observados na família Aristolochiaceae. Em Theaceae, algumas espécies conservam as sépalas mesmo durante o desenvolvimento do fruto, talvez como uma proteção adicional a este contra predadores. Enquanto isso, em Lecythidaceae as sépalas não passam de estruturas reduzidas e com aspecto semelhante ao restante do cálice, ofuscado pela exuberância das pétalas e estames, e aparentemente sem função.